# مدفأة كيروسين

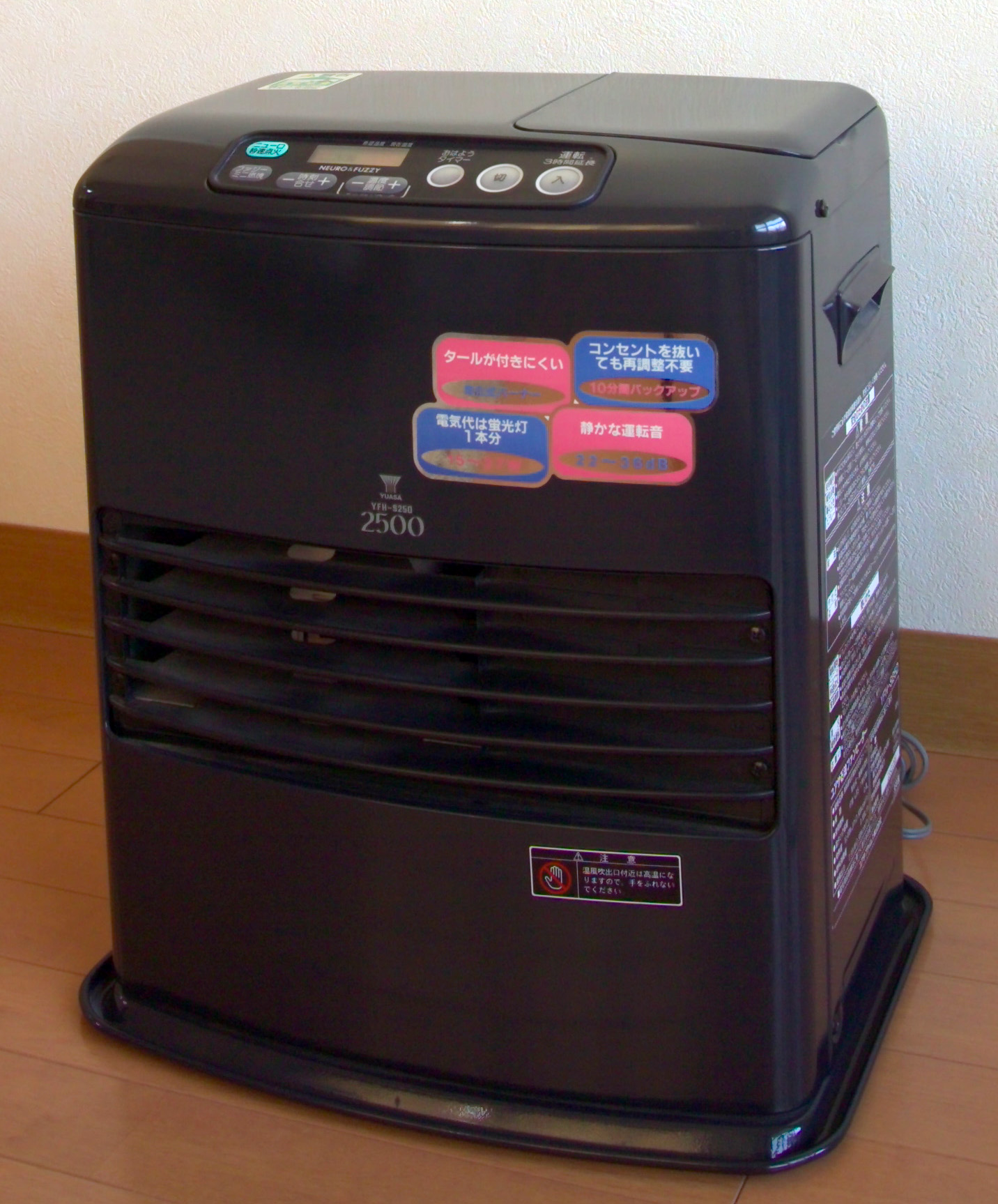
مدفأة كيروسين يابانية حديثة

مدفأة الكيروسين أو سخان البارافين والمعروفة شائعاً باسم المدفأة النفطية، هي جهاز تدفئة عادة محمول، بدون تهوية، وقوده الكيروسين، ويدفئ بالانتقال الحراري أي حمل الحرارة في الغرف محدودة المساحة. وهي مصدر رئيسي للتدفئة المنزلية في شتاء العراق واليابان وبلدان أخرى. أما في الولايات المتحدة الأمريكية وأستراليا، تعتبر مصدر حرارة إضافية أو مصدرًا للحرارة الطارئة أثناء انقطاع التيار الكهربائي. أما في شتاء كندا فهي غير كافية للتدفئة، ولذلك يندر وجودها في الأسواق الكندية. تنتج معظم سخانات الكيروسين ما بين 3.3 و 6.8 كيلو واط (11000 إلى 23000 وحدة حرارية بريطانية في الساعة).

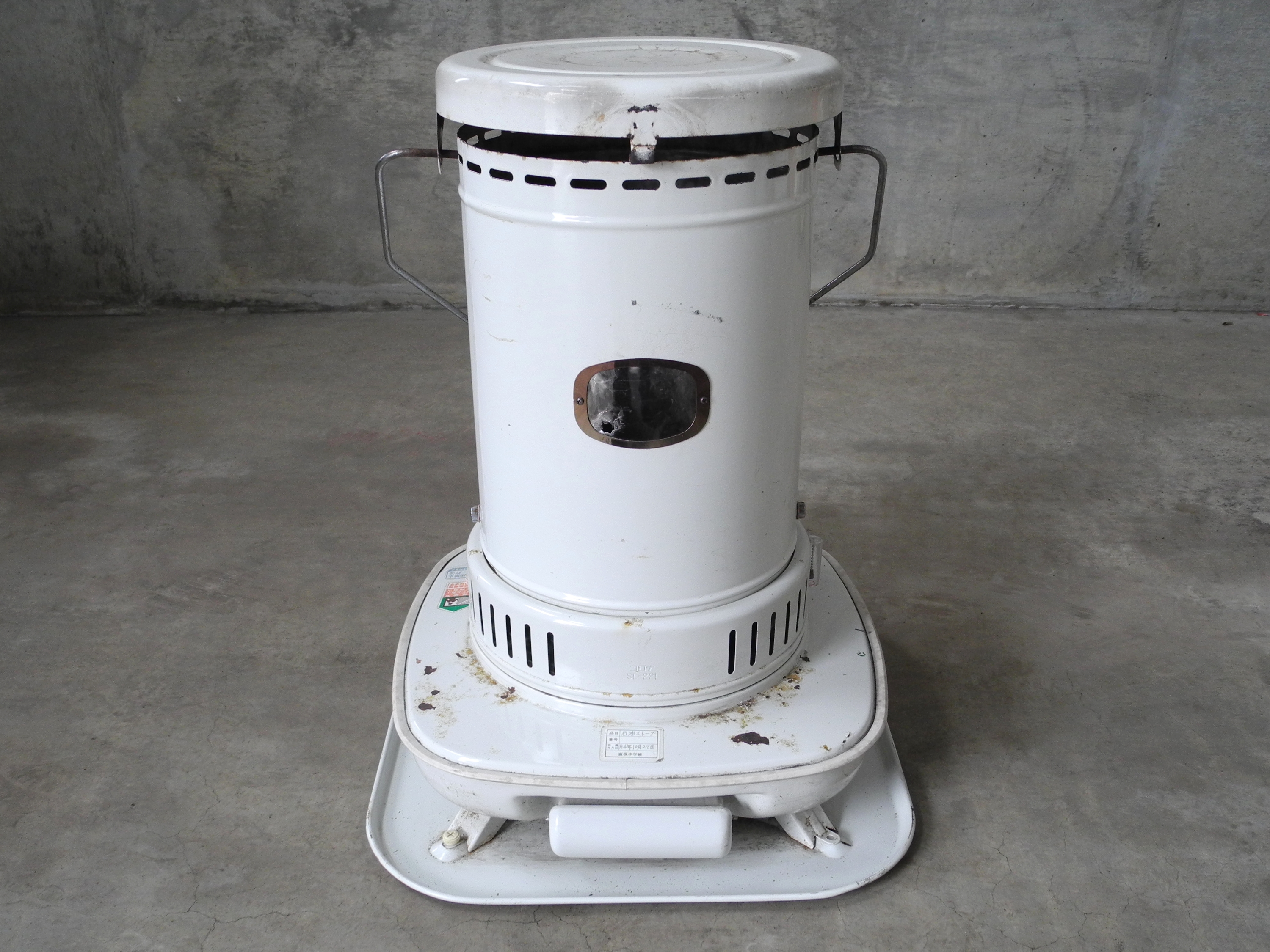
مدفأة كيروسين يابانية قديمة

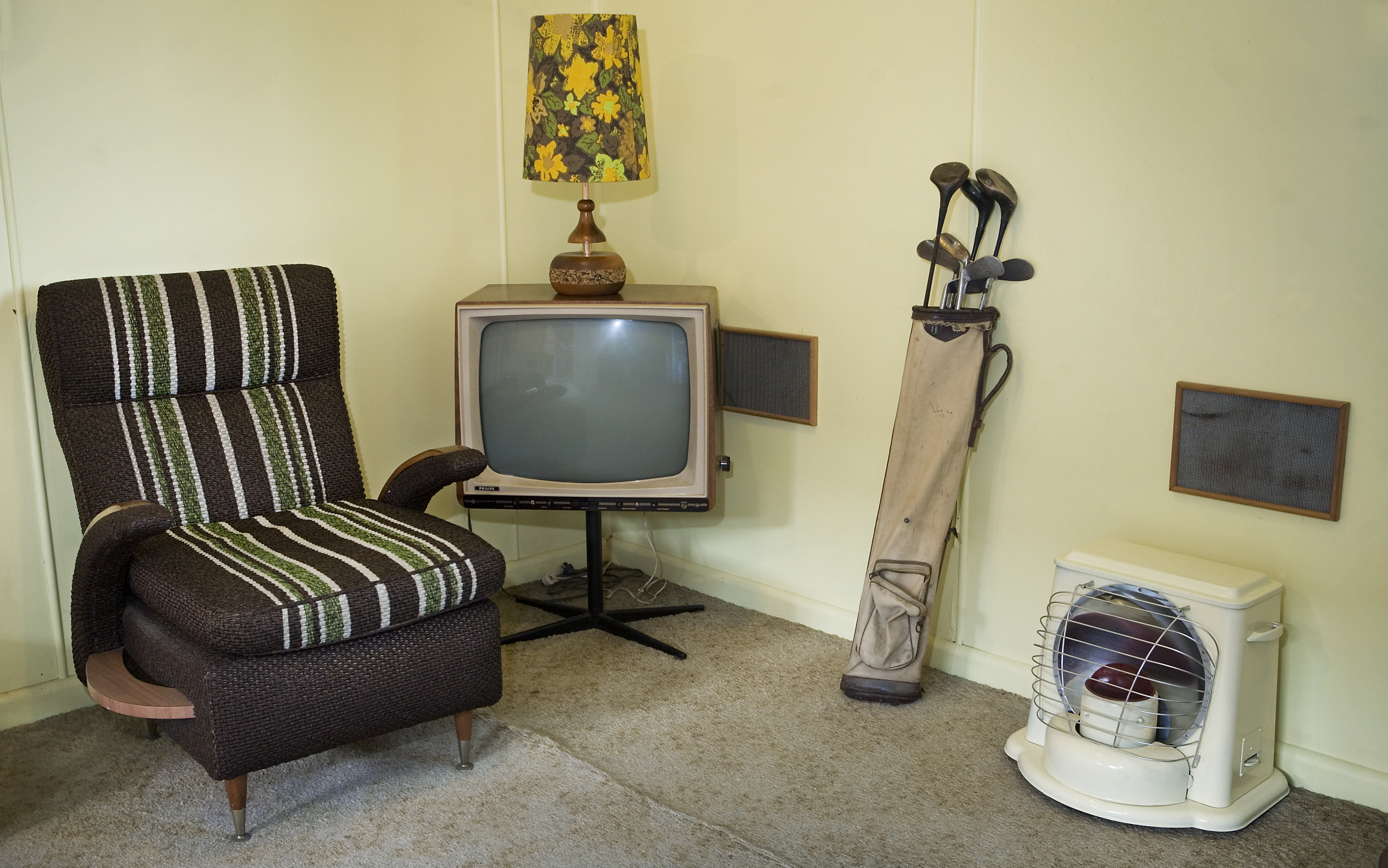
مدفأة كيروسين أسترالية عاكسة (أقصى اليمين)